# Símbolos oficiales de Bahía
Los Símbolos oficiales de Bahía son símbolos oficiales que representan el Estado de Bahía. Esos símbolos son la Bandera, el Escudo de Armas y el Himno.

## Bandera

Bandera de Bahía.

No existe ninguna ley que cree o sancione la Bandera del Estado. Fue creado por el médico bahiano Diocleciano Ramos, quien, en una reunión del Partido Republicano, propuso este símbolo como representante de la asociación política, el 25 de mayo de 1889 .
Fuertemente inspirado en la bandera de los Estados Unidos, mezclado con un triángulo evocador del símbolo masónico ya adoptado en los conjuros de Minas Gerais y Bahia - aunque los colores azul, rojo y blanco ya habían figurado como símbolos de las revueltas de 1798 , conocidas como Revuelta de los alfaiates.
El uso, sin embargo, adoptado por el pueblo, vino a ser obligatorio por decreto del Gobernador Juracy Magalhães, en 11 de junio de 1960 (Decreto nº 17628).

## Escudo de Armas

Escudo de Bahía.

Se constituye el Escudo de Armas del Estado de Bahía de los siguientes elementos:
- Estrella al timbre, que simboliza el Estado.
- Escudo con una embarcación con la vela izada, donde un marinero saluda con un pañuelo blanco y, al fondo, se ve el Monte Pascoal,  primer registro visual de tierra por la escuadra de Cabral.
- Insignia con dos tenientes sobre listel con el lema:

Per ardua surgo - que significa, en una traducción literal: "Por la dificultad venzo" o, en el sentido real: vencer a pesar de las dificultades.
- Tenientes: a la izquierda, un hombre semidesnudo, con un mazo , un yunque y una rueda , en representación de la industria local ; a la derecha, una mujer con sombrero frigio ( símbolo de la República ), portando la Bandera de Bahía que se encuentra detrás del triángulo masónico.

Encima del escudo de armas, el nombre del Estado y, debajo de este, el nombre de "Brasil".

## Himno
“Dos de Julio”
Letra: Ladislau de Santos Titara / Música: José de Santos Barreto
Nace el sol a 2 de julio
Brilla más que en el primero
ES señal que este día
Hasta el sol es brasileño
Nunca más el despotismo
Regirá nuestras acciones
Con tiranos no combinan
Brasileños corazones
Salve, oh! Rey de las campinas
De Cabrito y Pirajá
Nuestra patria hoy libre
De los tiranos no será
Crece, oh! Hijo de mi alma
Para la patria defender,
Lo Brasil ya ha jurado
Independencia o morir.